# Helmut Burmeister

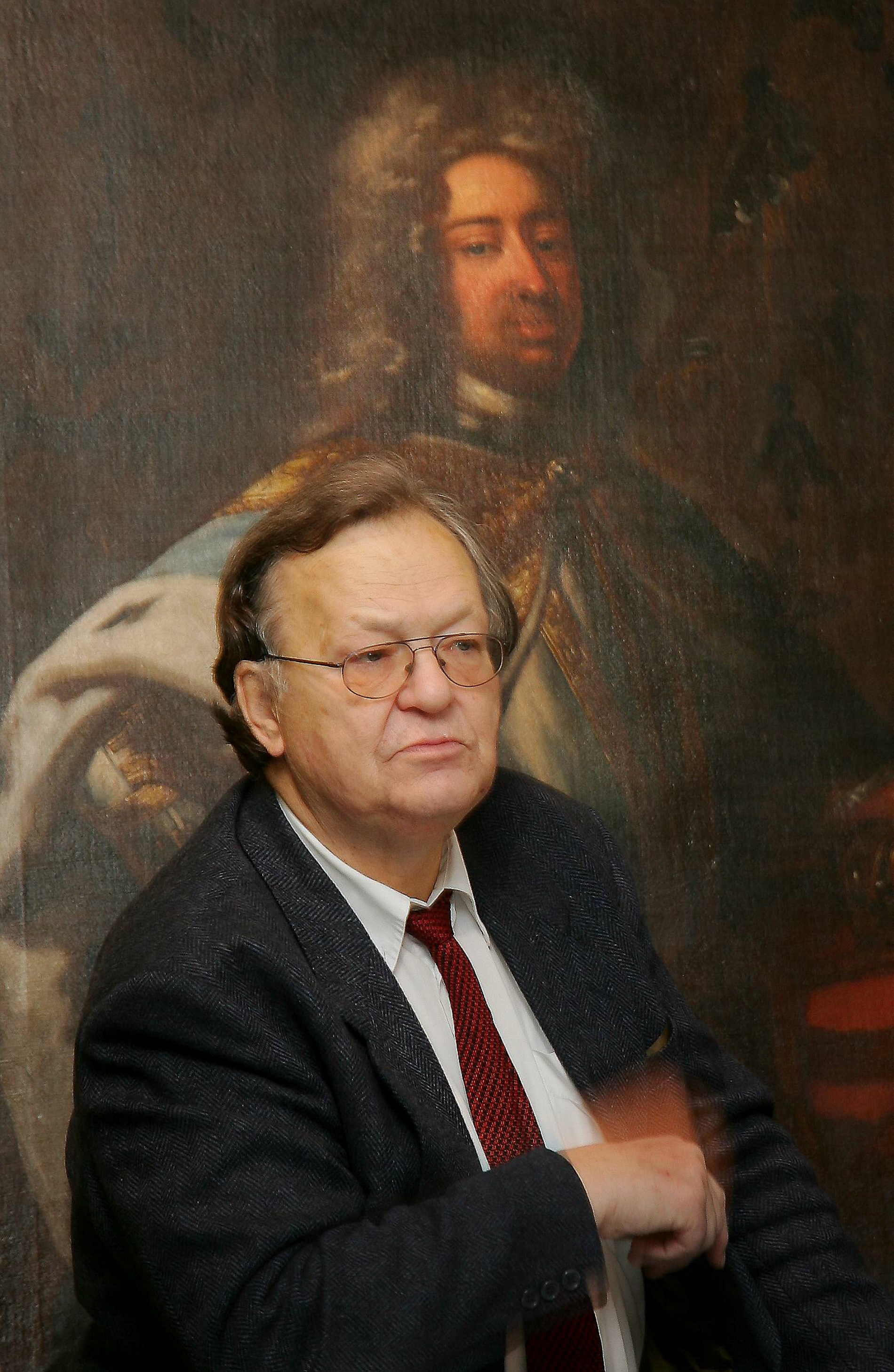
Helmut Burmeister (2008) vor dem Porträt Friedrich I. Schweden von Herman Hendrik de Quitter d. Jüngeren (1721)

Helmut Burmeister (* 7. Juli 1940 in Kassel) ist ein deutscher Gymnasiallehrer und Autor regionalgeschichtlicher Werke. Er ist seit 1977 Museumsleiter des Stadtmuseums Hofgeismar. Von 1977 bis 1997 war er Mitglied der Stadtverordnetenversammlung von Hofgeismar und deren Vorsitzender von 1991 bis 1997.

## Leben
Helmut Burmeister wuchs während des Krieges in Kassel auf, wo er auch die Schule besuchte. Sein Vater, Heinrich-August Burmeister, war Hoch- und Tiefbauingenieur. Er fiel im Jahr 1945 an der Ostfront. Seine Mutter, Annemarie Burmeister (geborene Steinbach), war Kontoristin bei einer Kasseler Speditionsfirma. Nach dem Abitur im Jahr 1960 leistete er zunächst seinen Wehrdienst ab, musste allerdings nach drei Monaten aus gesundheitlichen Gründen aus der Bundeswehr ausscheiden. Im Anschluss absolvierte er ein Praktikum bei der Firma Henschel. 1962 begann Burmeister ein Lehramtsstudium in Marburg für die Fächer Deutsch und Englisch. Daneben belegte er Seminare in Volkskunde, Altnordischen Sprachen, Schwedisch und Niederländisch. Das 1. Staatsexamen legte er im Wintersemester 1966/67 ab, das 2. Staatsexamen im Jahr 1968.
Zum 1. Januar 1969 erhielt Helmut Burmeister eine Anstellung am Albert-Schweitzer-Gymnasium Hofgeismar, auch wenn er bis 1972 noch in Kassel lebte. Er unterrichtete dort, und auch im nahegelegenen Immenhausen, bis zu seiner Pensionierung die Fächer Deutsch und Englisch.
Er ist verheiratet mit Gudrun Burmeister (geborene Groß). Das Paar hat drei gemeinsame Kinder und fünf Enkelkinder.

## Wirken
Bereits im Jahr 1967, gegen Ende seiner Studienzeit, wurde Helmut Burmeister Mitglied im Verein für Hessische Geschichte und Landeskunde. 1971 gründete er am Albert-Schweitzer-Gymnasium eine Arbeitsgemeinschaft Archäologie in Verbindung mit dem Regionalmuseum Hofgeismar und dem Verein für hessische Geschichte und Landeskunde, der Funde aus der Vor- und Frühgeschichte der Heimatregion gelangen. Ab Februar 1981 reaktivierte er den am Ende des Zweiten Weltkrieges erloschenen Zweigverein Hofgeismar des Vereins für Hessische Geschichte und Landeskunde und wurde dessen Vorsitzender. In diesem Rahmen gab er ab 1985 die Buchreihe Die Geschichte unserer Heimat heraus. Neben seiner Tätigkeit als Schriftleiter im Verein für Hessische Geschichte und Landeskunde ab 1984 war er gleichzeitig verantwortlicher Redakteur für das Jahrbuch des Landkreises Kassel. Seit 1972 hatte er teilweise, ab 1973 die volle redaktionelle Verantwortung für das Jahrbuch übernommen, welche er bis 2013 innehatte. In den Jahren 1984 bis 1999 zeichnete Burmeister auch redaktionell verantwortlich für die Zeitschrift des Vereins für Hessische Geschichte und Landeskunde (ZHG), nachdem er bereits ab 1975 in wachsendem Umfang von seinem Vorgänger Aufgaben übernommen hatte.
Im Heimatmuseum Hofgeismar arbeitete er ab 1971 mit, ab 1977 übernahm er die Position des ehrenamtlichen Museumsleiters des Heimatmuseums Hofgeismar. Das Heimatmuseum hieß in der Folge zunächst Städtische Sammlungen, später Regionalmuseum und ab 1986 schließlich Stadtmuseum Hofgeismar. Es zählt heute zu den größten Regionalmuseen in Hessen, mit für die Region bedeutenden Hugenotten- und Judaicaabteilungen, die Helmut Burmeister maßgeblich mit aufbaute und erweiterte. 1991 erhielt er den Förderpreis des Hessischen Kulturpreises für diese Leistung.
Abweichend von anderen Regionalmuseen entwarf Helmut Burmeister für das Stadtmuseum Hofgeismar ein Ausstellungskonzept unter der Fragestellung, welche Persönlichkeiten und Ereignisse die Stadt Hofgeismar in Geschichte und Gegenwart besonders geprägt haben. In diesem Zusammenhang veranlasste er gezielt den Erwerb von Originalobjekten. Auf seine Initiative hin wurden Werke bedeutender Künstler der Region erworben und ausgestellt. Darunter besonders erwähnenswert ist der Düsseldorfer Maler Theodor Rocholl, der um die Jahrhundertwende zum 20. Jahrhundert als Militär- und Schlachtenmaler bekannt wurde und später in der Region, im Reinhardswald an der Sababurg, Landschafts- und Pferdebilder schuf. Das Museum verfügt über rund 700 Originalwerke und erforschte Leben und Werk des Malers.
Burmeister griff im Museum in Sonderausstellungen Themen auf, die weit über die Region hinaus wahrgenommen wurden. Dazu gehörten Ausstellungen wie China 1900. Der Boxeraufstand, der Maler Theodor Rocholl und das „alte China“ (2001), Friedrich. König von Schweden, Landgraf von Hessen-Kassel (2003)  sowie Hessische Prinzessinnen auf Dänemarks Thron. Die Beziehungen zwischen Dänemark und Hessen vom 17.–20. Jahrhundert (2010).
Helmut Burmeister war daneben kommunalpolitisch aktiv: seit 1977 war er Stadtverordneter in Hofgeismar, und in den Jahren 1991 bis 1997 Vorsitzender der Stadtverordnetenversammlung.

## Mitgliedschaften
- seit 1967: Mitglied im Verein für Hessische Geschichte und Landeskunde, ab 1981 Vorsitzender im Zweigverein Hofgeismar
- 1978 bis 2016: Mitglied des Kreisdenkmalbeirates und zwischenzeitlich dessen stellvertretender Vorsitzender
- 1984 bis 1999: Schriftleiter im Verein für Hessische Geschichte und Landeskunde und Vorstandsmitglied im hessischen Museumsverband
- seit 1998: Ehrenmitglied des Vereins für Hessische Geschichte und Landeskunde[1]

## Preise und Auszeichnungen
- 1982: Ehrenpreis der Paul-Dierichs-Stiftung an das Regionalmuseum Hofgeismar und den Verein für hessische Geschichte und Landeskunde Hofgeismar
- 1985: Ehrenbrief des Landes Hessen
- 1991: Förderpreis des Hessischen Kulturpreises für die Erweiterungen der Abteilungen zur jüdischen und hugenottischen Geschichte im Stadtmuseum Hofgeismar
- 1998: Goldener Ehrenschild des Kreises Kassel
- 2000: Bundesverdienstkreuz[3]

## Publikationen

### Monografien
- mit Klaus-Peter Lange: Alt-Hofgeismar. Bilder aus einer vergangenen Zeit – 1870–1925. Münchowsche Universitätsdruckerei 1979.
- Denkmäler – Daten – Dokumente. Ein Lexikon zur Geschichte der Stadt Hofgeismar und ihrer Ortsteile. Hofgeismar 1988.
- Fürsten – Fakten – Fachwerkbauten. Ein Lexikon zur Geschichte der Stadt Grebenstein und ihrer Ortsteile. Hofgeismar 1988.
- Wolfhagen. Wesen Wachstum Wandel einer hessischen Stadt. Beiträge zur Geschichte Wolfhagens und des Wolfhager Landes. Kreisausschuss des Landkreises Kassel, Wolfhagen und Kassel 1992.
- mit Christine Swoboda-Körner: Zeit der Reife. Das künstlerische Werk des Johannes Eichler. Verein für Hessische Geschichte und Landeskunde, Zweigverein Hofgeismar, Hofgeismar 1994.
- mit Hermann Rudolph: Schöneberger Bilder-Geschichte. Ein Fotoalbum zum 300. Gründungsjahr des Hugenotten- und Waldenserdorfes Schöneberg. Verein für Hessische Geschichte und Landeskunde, Zweigverein Hofgeismar, Hofgeismar 1999.
- Vertraut werden mit Fremdem. Zeugnisse jüdischer Kultur im Stadtmuseum Hofgeismar. Verein für Hessische Geschichte und Landeskunde, Zweigverein Hofgeismar, Hofgeismar 2000.
- Salomon Schadewitz, Buchtrücker. Ein hessischer Buchdrucker in Grebenstein, Hofgeismar, Kassel und Marburg 1636–1682. Verein für Hessische Geschichte und Landeskunde, Zweigverein Hofgeismar, Hofgeismar 2002.
- Märchenhaftes Hofgeismar. Mit Dornröschen durch Hofgeismar und seine Umgebung. Mit Zeichnungen von Julia Drinnenberg. Wartberg Verlag, 2005, ISBN 978-3-8313-1612-0.
- Die Medaillen auf Friedrich I. König von Schweden, Landgraf von Hessen-Kassel. Eine historisch-medaillenkundliche Betrachtung zu den Sammlungen des Stadtmuseums Hofgeismar. Sonderausgabe aus Anlass des 30-jährigen Jubiläums der Leitung des Stadtmuseums. Reihen: Hessische Forschungen, Band 48, Die Geschichte unserer Heimat, Band 47. Verein für Hessische Geschichte und Landeskunde, Zweigverein Hofgeismar, Hofgeismar 2007, ISBN 978-3-925333-48-4.
- mit Veronika Jäger: Der Kasseler und „Schwälmer“ Maler Paul Scheffer (1877–1916). Begleitheft zur Ausstellung im Stadtmuseum Hofgeismar. Stadtmuseum Hofgeismar. Verein für Hessische Geschichte und Landeskunde, Zweigverein Hofgeismar, Hofgeismar 2008.
- mit Veronika Jäger: Hessische Prinzessinnen auf Dänemarks Thron. Die Beziehungen zwischen Dänemark und Hessen vom 17.–20. Jahrhundert. Begleitband zur Ausstellung. Hrsg. v. Stadtmuseum Hofgeismar. Verein für Hessische Geschichte und Landeskunde, Zweigverein Hofgeismar, Hofgeismar 2010.
- Der unbekannte König: Friedrich von Hessen in Schweden. 2. vollständig überarbeitete und wesentlich ergänzte, neu illustrierte Fassung eines Aufsatzes von 2003. Verein für Hessische Geschichte und Landeskunde Kassel 1834, Zweigverein Hofgeismar, Hofgeismar und Kassel 2012.

### Herausgaben
- Auf Einladung des Landgrafen. Beiträge zur Geschichte der Hugenotten und Waldenser in Nordhessen. Sonderband zum Jahrbuch Landkreis Kassel. Kreisausschuss des Landkreises Kassel, Kassel 1985.
- mit Micha Röhring (Hrsg.): Brunnen, Bürger, Bäder. Ein Erinnerungsband zur 350-jährigen Geschichte des Gesundbrunnens bei Hofgeismar. Verein für Hessische Geschichte und Landeskunde, Zweigverein Hofgeismar, Hofgeismar 1989.
- mit Michael Dorhs (Hrsg.): „Suchet der Stadt Bestes“. Die jüdische Gemeinde Hofgeismars zwischen Assimilation und Untergang. Verein für Hessische Geschichte und Landeskunde, Zweigverein Hofgeismar, Hofgeismar 1990.
- mit Michael Dorhs (Hrsg.): Juden – Hessen – Deutsche. Beiträge zur Kultur- und Sozialgeschichte der Juden in Nordhessen. Verein für Hessische Geschichte und Landeskunde, Zweigverein Hofgeismar, Hofgeismar 1991.
- mit Klaus-Peter Lange und Herbert Klode: Rückblick ohne Croll. Eine Erinnerung in Bildern. Verein für Hessische Geschichte und Landeskunde, Zweigverein Hofgeismar, Hofgeismar 1991.
- Stiftskirche Kaufungen und Althessische Ritterschaft. Verein für Hessische Geschichte und Landeskunde, Zweigverein Hofgeismar, Hofgeismar 1992.
- „... zufrieden aus dem Haus“. Bilder und Texte zur Geschichte des Hofgeismarer Gymnasiums. Verein für Hessische Geschichte und Landeskunde, Zweigverein Hofgeismar, Hofgeismar 1993.
- mit Martin Scharfe (Hrsg.): Stolz und Scham der Moderne. Die hessischen Dörfer 1950–1970. Verein für Hessische Geschichte und Landeskunde, Zweigverein Hofgeismar, Hofgeismar 1996.
- Hirsch Fraenkel. Kasseler Jude, deutscher Demokrat. Verein für Hessische Geschichte und Landeskunde Kassel 1834, Zweigverein Hofgeismar, Hofgeismar und Kassel 1996.
- mit Veronika Jäger (Hrsg.): China 1900. Der Boxeraufstand, der Maler Theodor Rocholl und das „alte China“. Verein für Hessische Geschichte und Landeskunde, Zweigverein Hofgeismar, Hofgeismar  2000.
- mit Michael Dorhs (Hrsg.): Das achte Licht. Beiträge zur Kultur- und Sozialgeschichte der Juden in Nordhessen. Verein für Hessische Geschichte und Landeskunde, Zweigverein Hofgeismar, Hofgeismar 2002.
- Friedrich. König von Schweden, Landgraf von Hessen-Kassel. Studien zu Leben und Wirken eines umstrittenen Fürsten (1676–1751). Verein für Hessische Geschichte und Landeskunde, Zweigverein Hofgeismar, Hofgeismar 2003.
- Begegnungen im Märchenwald. Der Maler Theodor Rocholl (1854–1933) und der Reinhardswald. Verein für Hessische Geschichte und Landeskunde, Zweigverein Hofgeismar, Hofgeismar 2004.
- mit Veronika Jäger (Hrsg.): König Jérôme und der Reformstaat Westphalen. Ein junger Monarch und seine Zeit im Spannungsfeld von Begeisterung und Ablehnung. Verein für Hessische Geschichte und Landeskunde, Zweigverein Hofgeismar, Hofgeismar 2006, ISBN 978-3-925333-47-7.